# Pistolet P-75
P-75 – polski pistolet samopowtarzalny. Prototyp został wykonany w 1975 roku. Jeden z pierwszych pistoletów ze szkieletem wykonanym z tworzywa sztucznego.

## Historia
W połowie lat 60. XX wieku do uzbrojenia Wojska Polskiego wprowadzono pistolet P-64. Nowa broń miała zastąpić pistolety wojskowe wz. 33 czyli produkowane licencyjnie w Polsce radzieckie pistolety TT. Szybko okazało się, że P-64 jest pistoletem nie przystającym do wymagań wojska. Niewielkie wymiary i masa (P-64 jest najmniejszym z pistoletów zasilanych nabojem Makarowa) powodowały, że P-64 doskonale spisywał się jako broń przeznaczona do skrytego przenoszenia i samoobrony, ale jednocześnie sprawiały, że pistolet miał silny odrzut, krótka linię celowania, krótki, niewygodny chwyt oraz magazynek o małej pojemności.
W drugiej połowie lat 60. w WITU powołano zespół który miał zająć się opracowaniem projektu pistoletu lepiej spełniającego wymagania armii. W jego skład wchodzili M. Adamczyk, J. Okraszewski i A. Kowalczyk. Zespół ten opracował projekt pistoletu zasilanego z dwurzędowego magazynka o pojemności 14 naboi. W celu zmniejszenia masy broni szkielet pistoletu został wykonany jako odlew z aluminium. Pomimo że nowa konstrukcja była wyraźnie lepsza od P-64 produkcji pistoletu oznaczonego jako P-70 nie rozpoczęto.
Pomimo tego niepowodzenia zespół konstruktorów WITU kontynuował prace. W 1975 roku powstały prototypy kolejnego pistoletu skonstruowanego przez Zbigniewa Zborowskiego, Henryka Adamczyka, Ryszarda Szydłowskiego i Andrzeja Kowalczyka. Pod względem konstrukcji nowy pistolet był zbliżony do P-70, ale zmieniły się technologie i materiały użyte do wykonania pistoletu.
P-75 miał szkielet wykonany z tworzywa itamidowego. Zamek był wykonany technologia głębokiego tłoczenia z blachy stalowej, łożysko i trzon zamkowy były do wytłoczki blaszanej wlutowywane.
Powstały trzy wersje prototypowe pistoletu P-75:
- z bezpiecznikiem na lewej stronie zamka (bezpiecznik blokował iglicę)
- z bezpiecznikiem z lewej strony szkieletu (bezpiecznik blokował zamek i kurkowy mechanizm uderzeniowy)
- bez bezpiecznika nastawnego.

Pistolet P-75 został opatentowany w 1978 roku (patent polski Nr 60626). Pomimo opatentowania produkcji pistoletu P-75 nie rozpoczęto, jednak stał się on podstawą do opracowania pistoletu P-78A.

## Opis
P-75 był bronią samopowtarzalną. Zasada działania oparta na odrzucie zamka swobodnego. Mechanizm spustowy kurkowy z samonapinaniem.
Bezpiecznik nastawny (skrzydełko bezpiecznika z lewej strony zamka lub szkieletu), albo bezpiecznik automatyczny (zależnie od wersji). Po wystrzeleniu ostatniego naboju zamek zatrzymuje się w tylnej pozycji. Zewnętrzny zatrzask zamka znajdował się na górnej części lewej stronie chwytu.
P-75 był zasilany z wymiennego, dwurzędowego magazynka pudełkowego o pojemności 14 naboi, umieszczonego w chwycie. Przycisk zwalniania magazynka znajdował się u dołu chwytu.
Lufa gwintowana.
Przyrządy celownicze mechaniczne, stałe (muszka i szczerbinka).